# Jean-Baptiste Coppieters 't Wallant
Pour les autres membres de la famille, voir Famille Coppieters.
Pour les articles homonymes, voir Coppieters.
Jean-Baptiste-Adolphe-Ghislain Coppieters 't Wallant (1er janvier 1806, Poperinge - 8 mars 1860) est un homme politique belge.

## Biographie
Fils de Jean-Baptiste Coppieters 't Wallant, bourgmestre de Bruges de 1830 à 1841, et de Marie-Thérèse van Renynghe, il descend du ministre Jean-Baptiste Coppieters et est le neveu et gendre de Charles Coppieters-Stochove.
Sorti Docteur en droit de l'Université de Gand, Coppieters se fit inscrire au tableau des avocats près le Tribunal civil de Bruges. Lors de la Révolution de 1830, il fut l'un des fondateurs de la Compagnie des Chasseurs-Éclaireurs brugeois.
En 1842, il fut nommé conseiller municipal et membre du Bureau de bienfaisance de Bruges.
Il devient, le 17 janvier 1849, Capitaine commandant de la compagnie des Chasseurs-Éclaireurs (il le restera jusqu'à sa mort).
En 1851, il est élu conseiller provinciale de la Flandre-Occidentale et en 1853, membre de la Chambre des représentants par l'arrondissement de Bruges. Il fut reconduit dans son mandat de député en 1854, 1857 et 1859. Il fut à plusieurs reprises président et vice-président des sections de la Chambre, rapporteur de la section centrale et fut élu membre de la Commission des Finances en 1858.

## Sources
- (nl) Koen Rotsaert, Lexicon van de parlementariërs van het arrondissement Brugge, 1830-1995, Brugge, 2006.
- Emmanuel Coppieters et Charles van Renynghe de Voxvrie, Histoire professionnelle et sociale de la Famille Coppieters, 1550-1965, vol. 2, Bruges, 1968.